# Sportler des Jahres (Slowenien)
Die slowenischen Sportler des Jahres werden jährlich seit 1968 von slowenischen Sportjournalisten gewählt. Zwischen 1968 und 1991 erfolgte die Verleihung an Sportler der jugoslawischen Teilrepublik Slowenien. Nach der Unabhängigkeit Sloweniens wurde die Vergabe nach der Tradition fortgesetzt.
Erfolgreichste Sportler mit jeweils fünf Auszeichnungen sind der Skirennläufer Bojan Križaj und der Schwimmer Borut Petrič. Bei den Sportlerinnen ist Skirennläuferin Mateja Svet mit sieben Auszeichnungen die Erfolgreichste.

## Preisträger
| Jahr | Sportler                        | Sportlerin                     | Mannschaft                          |
| ---- | ------------------------------- | ------------------------------ | ----------------------------------- |
| 1968 | Miroslav Cerar Kunstturnen      | Marijana Lubej Leichtathletik  |                                     |
| 1969 | Ivo Daneu Basketball            | Nataša Urbančič Leichtathletik |                                     |
| 1970 | Miroslav Cerar Kunstturnen      | Nataša Urbančič Leichtathletik |                                     |
| 1971 | Branko Oblak Fußball            | Nataša Urbančič Leichtathletik |                                     |
| 1972 | Danilo Pudgar Skispringen       | Nataša Urbančič Leichtathletik |                                     |
| 1973 | Vinko Jelovac Basketball        | Nataša Urbančič Leichtathletik |                                     |
| 1974 | Vinko Jelovac Basketball        | Nataša Urbančič Leichtathletik |                                     |
| 1975 | Bojan Križaj Ski Alpin          | Mima Jaušovec Tennis           |                                     |
| 1976 | Borut Petrič Schwimmen          | Mima Jaušovec Tennis           |                                     |
| 1977 | Borut Petrič Schwimmen          | Mima Jaušovec Tennis           |                                     |
| 1978 | Borut Petrič Schwimmen          | Ljuba Tkalčič Bowling          |                                     |
| 1979 | Bojan Križaj Ski Alpin          | Breda Lorenci Leichtathletik   |                                     |
| 1980 | Bojan Križaj Ski Alpin          | Mima Jaušovec Tennis           |                                     |
| 1981 | Borut Petrič Schwimmen          | Bojana Dornig Ski Alpin        |                                     |
| 1982 | Bojan Križaj Ski Alpin          | Andreja Leskovšek Ski Alpin    |                                     |
| 1983 | Borut Petrič Schwimmen          | Lidija Lapajne Leichtathletik  |                                     |
| 1984 | Jure Franko Ski Alpin           | Mateja Svet Ski Alpin          |                                     |
| 1985 | Rok Petrovič Ski Alpin          | Mateja Svet Ski Alpin          |                                     |
| 1986 | Rok Petrovič Ski Alpin          | Mateja Svet Ski Alpin          |                                     |
| 1987 | Bojan Križaj Ski Alpin          | Mateja Svet Ski Alpin          |                                     |
| 1988 | Matjaž Debelak Skispringen      | Mateja Svet Ski Alpin          |                                     |
| 1989 | Andrej Jelenc Kanuslalom        | Mateja Svet Ski Alpin          |                                     |
| 1990 | Tomo Česen Bergsteigen          | Mateja Svet Ski Alpin          |                                     |
| 1991 | Franci Petek Skispringen        | Nataša Bokal Ski Alpin         |                                     |
| 1992 | Rajmond Debevec Sportschießen   | Marika Kardinar Bowling        |                                     |
| 1993 | Igor Majcen Schwimmen           | Brigita Bukovec Leichtathletik |                                     |
| 1994 | Jure Košir Ski Alpin            | Britta Bilač Leichtathletik    |                                     |
| 1995 | Iztok Čop Rudern                | Brigita Bukovec Leichtathletik |                                     |
| 1996 | Andraž Vehovar Kanuslalom       | Brigita Bukovec Leichtathletik |                                     |
| 1997 | Primož Peterka Skispringen      | Brigita Bukovec Leichtathletik |                                     |
| 1998 | Primož Peterka Skispringen      | Brigita Bukovec Leichtathletik |                                     |
| 1999 | Gregor Cankar Leichtathletik    | Metka Sparavec Schwimmen       |                                     |
| 2000 | Rajmond Debevec Sportschießen   | Špela Pretnar Ski Alpin        |                                     |
| 2001 | Andrej Hauptman Straßenradsport | Alenka Bikar Leichtathletik    |                                     |
| 2002 | Aljaž Pegan Kunstturnen         | Jolanda Čeplak Leichtathletik  |                                     |
| 2003 | Dejan Košir Snowboard           | Jolanda Čeplak Leichtathletik  |                                     |
| 2004 | Vasilij Žbogar Segeln           | Jolanda Čeplak Leichtathletik  |                                     |
| 2005 | Mitja Petkovšek Kunstturnen     | Tina Maze Ski Alpin            |                                     |
| 2006 | Matic Osovnikar Leichtathletik  | Petra Majdič Skilanglauf       |                                     |
| 2007 | Primož Kozmus Leichtathletik    | Petra Majdič Skilanglauf       |                                     |
| 2008 | Primož Kozmus Leichtathletik    | Sara Isakovič Schwimmen        |                                     |
| 2009 | Primož Kozmus Leichtathletik    | Petra Majdič Skilanglauf       |                                     |
| 2010 | Dejan Zavec Boxen               | Tina Maze Ski Alpin            |                                     |
| 2011 | Peter Kauzer Kanuslalom         | Tina Maze Ski Alpin            |                                     |
| 2012 | Anže Kopitar Eishockey          | Urška Žolnir Judo              |                                     |
| 2013 | Peter Prevc Skispringen         | Tina Maze Ski Alpin            |                                     |
| 2014 | Peter Prevc Skispringen         | Tina Maze Ski Alpin            |                                     |
| 2015 | Peter Prevc Skispringen         | Tina Maze Ski Alpin            |                                     |
| 2016 | Peter Prevc Skispringen         | Tina Trstenjak Judo            |                                     |
| 2017 | Goran Dragić Basketball         | Ilka Štuhec Ski Alpin          |                                     |
| 2018 | Luka Dončić Basketball          | Janja Garnbret Sportklettern   |                                     |
| 2019 | Primož Roglič Straßenradsport   | Janja Garnbret Sportklettern   |                                     |
| 2020 | Primož Roglič Straßenradsport   | Anamarija Lampič Skilanglauf   |                                     |
| 2021 | Tadej Pogačar Straßenradsport   | Janja Garnbret Sportklettern   |                                     |
| 2022 | Kristjan Čeh Leichtathletik     | Urša Bogataj Skispringen       | Mixed-Team Skispringen              |
| 2023 | Tadej Pogačar Straßenradsport   | Janja Garnbret Sportklettern   | Nationalmannschaft (Männer) Fußball |
| 2024 | Tadej Pogačar Straßenradsport   | Janja Garnbret Sportklettern   | Nationalmannschaft (Männer) Fußball |

## Erfolgreichste Sportler
| Platz | Name            | Anzahl Siege | Geschlecht |
| ----- | --------------- | ------------ | ---------- |
| 1     | Mateja Svet     | 7            | Frau       |
| 2     | Nataša Urbančič | 6            | Frau       |
| 2     | Tina Maze       | 6            | Frau       |
| 4     | Brigita Bukovec | 5            | Frau       |
| 4     | Borut Petrič    | 5            | Mann       |
| 4     | Bojan Križaj    | 5            | Mann       |
| 9     | Janja Garnbret  | 5            | Frau       |
| 7     | Peter Prevc     | 4            | Mann       |
| 7     | Mima Jaušovec   | 4            | Frau       |
| 9     | Petra Majdič    | 3            | Frau       |
| 9     | Primož Kozmus   | 3            | Mann       |
| 9     | Jolanda Čeplak  | 3            | Frau       |